# 이스라엘 표준시
이스라엘 표준시(Israel Standard Time, IST, 히브리어: שעון ישראל Sha'on Yisra'el, "이스라엘의 시계"를 의미)는 이스라엘의 표준시이다. UTC(UTC+02:00)보다 2시간 빠르다.

## 개요

### 역사
영국 위임통치 초기에는 위임 통치 지역(현재의 이스라엘과 요르단)의 시간대를 카이로의 시간대로 설정했는데, 이는 그리니치 표준시보다 2시간 빠르다. 독특한 "이스라엘 표준시"는 1948년 이스라엘 건국과 함께 발효되었으며, 이는 이스라엘에게 자체 시간, 특히 일광 절약 시간제를 제정하는 권한을 부여했다. 1992년 크네세트는 영국 위임통치 시대의 시간법을 시간을 결정하는 법으로 대체했다. 이는 경제부 산하 국립물리연구소와 정확한 시간을 정하는 권한을 부여한 것이다. NPL의 주파수 및 시간 연구소는 공식적으로 이스라엘 시간을 설정하는 원자 시계를 관리한다.

## 같이 보기
- 일광 절약 시간제